# Entomocorticium
Entomocorticium är ett släkte av svampar. Entomocorticium ingår i familjen Peniophoraceae, ordningen Russulales, klassen Agaricomycetes, divisionen basidiesvampar och riket svampar.
|                 | Peniophora                                    |
|                 |                                               |
|                 | Dendrophora                                   |
|                 |                                               |
|                 | Gloiothele                                    |
|                 |                                               |
|                 | Duportella                                    |
|                 |                                               |
|                 | Vesiculomyces                                 |
|                 |                                               |
|                 | Gloeocystidiopsis                             |
|                 |                                               |
|                 | Amylofungus                                   |
|                 |                                               |
|                 | Metulodontia                                  |
|                 |                                               |
| Entomocorticium | \| \| Entomocorticium dendroctoni \| \| \| \| |
|                 | \| \| Entomocorticium dendroctoni \| \| \| \| |
|                 | Entomocorticium dendroctoni                   |
|                 |                                               |

|  | Entomocorticium dendroctoni |
|  |                             |